# Abhcan
Abhcan mac Bicelmois, auch Abcan, Abhean, Auhcan ist eine Sagengestalt der frühmittelalterlichen keltischen Mythologie Irlands. Er wird als Gott der Musik angesehen und mit der Keltischen Anderswelt in Verbindung gebracht.

## Mythologie
Abhcan ist als Barde der Tuatha de Danaan genannt, seine Großmutter soll Ethniu sein. Der irischen Sage nach war Ethniu die Tochter des Riesenkönigs Balor und Mutter des göttlichen Lugh. Im Lebor Gabala Eirenn („Das Buch der Landnahmen Irlands“) und der Vorgeschichte der Schlacht von Mag Tuired wird er als Sohn des Bicelmos und Urenkel Dian Cechts bezeichnet.
Als Lugh erstmals zur Königsburg der Tuatha de Danaan kommt und Einlass als Musiker begehrt, wird ihm vom Türhüter beschieden, man brauche keinen, da man ja schon Abhcan mac Bicelmois habe. Später begleitet er den Dagda als dessen Harfenspieler in die zweite Schlacht von Mag Tuired.
In der Erzählung Tochmarc Étaíne („Das Werben um Étain“) soll ihn Oengus getötet haben.
Sprachlich hängt die Lautung des Namens „Abhcan“ vermutlich mit der keltischen Gottheit Abianus zusammen.